# Triophthalmus dorsalis
Triophthalmus dorsalis is een raderdiertjessoort uit de familie Notommatidae. De wetenschappelijke naam van deze soort is voor het eerst geldig gepubliceerd in 1830 door Ehrenberg.